# ژرژ حبیکا
ژُرژ حُبیکا (به عربی: جورج حبيقة) (زادۀ ۸ فوریه ۱۹۶۲، در  بسکنتا) یک طراح مد اوت کوتور و نیز لباس‌های آمادۀ لبنانی و بنیانگذار برند و خانۀ مد Georges Hobeika است.
حبیکا در سال ۱۹۹۵ آتلیۀ خود را به طور رسمی در بیروت افتتاح کرد و بیش از یک دهه است که مجموعه‌ لباس‌های خود را در هفته مد پاریس به نمایش می‌گذارد. حبیکا به عنوان عضو مهمان به طور رسمی توسط اتحادیه مد اوت کوتور به رسمیت شناخته شده است.
حبیکا در حال حاضر مالک و مدیر خانه مد خود است که شامل ۴ خط تولید می‌باشد: ژرژ هوبیکا کوتور، ژرژ هوبیکا عروس، ژرژ هوبیکا انحصاری و جی اچ از ژرژ حبیکا. حبیکا برند خود را از نمایشگاه خود در پاریس و نیز از دفتر مرکزی آتلیۀ خود در بیروت اداره می کند. 